# 관문의 서

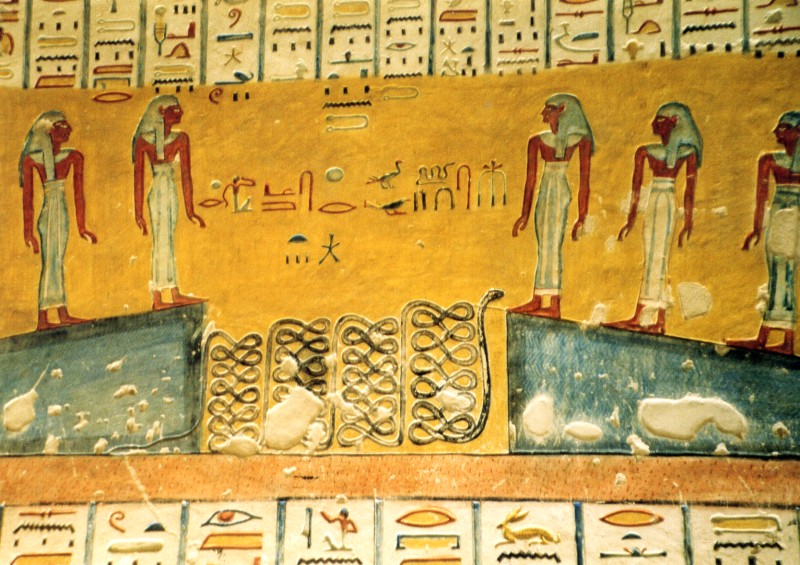
관문의 서 중 '4번째 시간'의 한 장면

관문의 서(關門의 書, Book of Gates)는 고대 이집트 신왕국시대 관 속의 미라와 함께 매장한 사후세계(死後世界)에 관한 안내서이다. 파피루스나 피혁에 교훈이나 주문(呪文) 등을 상형문자로 기록한 것이다.

## 같이 보기
- 이집트 신화
- 사자의 서